# خيام بدوية

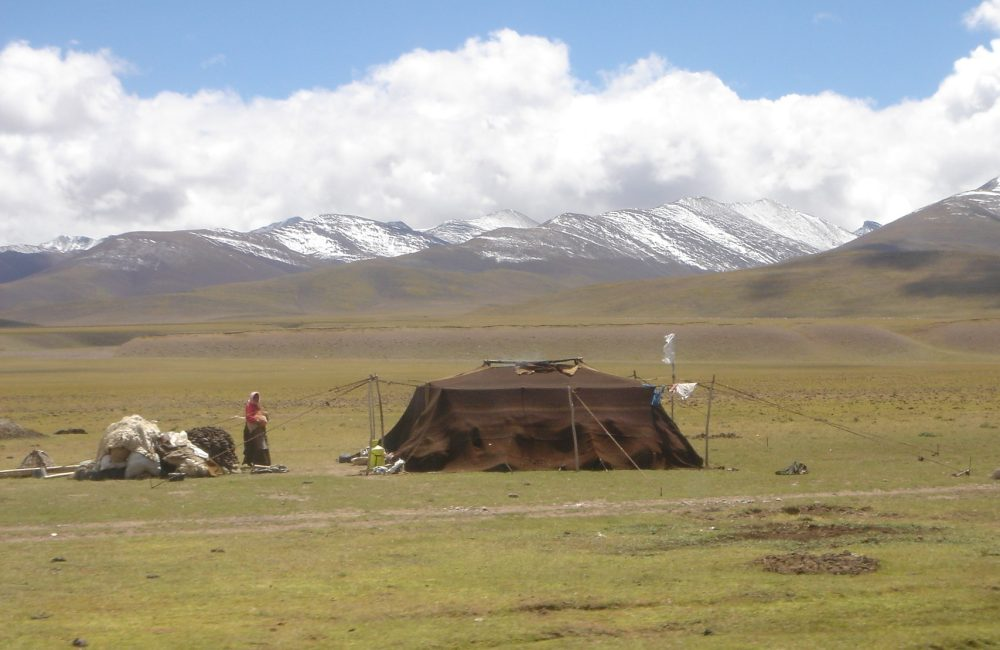
خيمة بدوية بالقرب من بحيرة نامتسو.

الخيام البدوية (بالإنجليزية: Nomadic tents)‏، هي مصدر حيوي ومسكن للبدو الرحل الذين يعيشون في المناطق الجبلية في آسيا الوسطى.
عادة ما تكون مصنوعة من صوف الذي يتم نسجه يدوياً من خيوط الغزل ويأخذ حوالي عام لإنشاء خيمة متوسطة الحجم.
هنالك عدة أنواع للخيام فمنها ما هي رقيقة جدا حيث يمكن رؤية السماء من خلال الغزل المغزول يدوياً داخل الخيمة. يتم تعليق خيام البدو باستخدام حبل صوف من ناحية ومن 8 إلى 12 عمودًا خشبيًا. يحتوي الجزء العلوي من الخيمة على فتحة كبيرة تُستخدم لإخراج الدخان والسماح لأشعة الشمس الدافئة بالدخول.
الخيام البدوية في الداخل بسيطة للغاية حيث أن البدو، وغالباً ما يكونون فقراء جداً، يمتلكون أمتعتهم القليلة. في الداخل سيكون هناك بعض الحصير والبطانيات النوم، موقد، طاولة أو اثنين، وبعض الملابس الإضافية والقليل من الطعام. وستحتوي كل الخيام تقريبا على صورة لاما محلية.

## انظر ايضاً
- خيمة
- البدو الرحل